# Ligne de Thiviers à Saint-Aulaire
La ligne de Thiviers à Saint-Aulaire est une ancienne ligne ferroviaire française non électrifiée, à écartement standard et à voie unique. Elle reliait les gares de Thiviers (Dordogne) à Saint-Aulaire (Corrèze), au nord-ouest de Brive, située sur la ligne de Nexon à Brive-la-Gaillarde, en desservant notamment Hautefort et Excideuil.
Cette ligne constituait le maillon oriental de la liaison ferroviaire entre Angoulême et Brive, en prolongement de la ligne du Quéroy-Pranzac à Thiviers.
Elle figure toujours dans la nomenclature du réseau ferré national sous le n° 616 000.

## Historique
La loi du 17 juillet 1879 (dite plan Freycinet) portant classement de 181 lignes de chemin de fer dans le réseau des chemins de fer d’intérêt général retient en n° 97, une ligne de « Nontron à ou près Sarlat, en passant par ou près Thiviers, Villiac et Condat, avec embranchement d'Hautefort à un point à déterminer entre Objat et Brive (entraînant la suppression de la ligne de Nontron à Périgueux) ». Cette ligne et son embranchement sont déclarés d'utilité publique par une loi le 28 juillet 1881. La ligne est concédée à titre définitif par l'État à la Compagnie du chemin de fer de Paris à Orléans par une convention signée entre le ministre des Travaux publics et la compagnie le 28 juin 1883. Cette convention est approuvée par une loi le 20 novembre suivant.
La Compagnie du chemin de fer de Paris à Orléans (PO) ouvre à l'exploitation la section de Saint-Aulaire à Thiviers le 15 octobre 1898.
La ligne de Thiviers à Saint-Aulaire a été fermée aux voyageurs le 27 juin 1940 et aux marchandises en 1986, cette ligne constituait le maillon oriental de la liaison ferroviaire entre Angoulême et Brive-la-Gaillarde. La section occidentale correspond à la ligne du Quéroy-Pranzac à Thiviers.
La ligne est aujourd'hui partiellement utilisée par un vélorail au départ de Corgnac-sur-l'Isle vers Thiviers, trajet aller-retour de onze kilomètres, ou vers Saint-Andrieux (commune de Saint-Germain-des-Prés), aller-retour de quatorze kilomètres. Cette exploitation est gérée par l'association « Vélo rail du Périgord vert », propriétaire de trois gares désaffectées (Corgnac-sur-l'Isle, Eyzerac-Labaurie et Excideuil) et de la voie ferrée entre Thiviers et Excideuil, hormis le tunnel d'Excideuil, classé Natura 2000, en tant que site d'hibernation et de reproduction de plusieurs espèces de chauves-souris,.

## Galerie

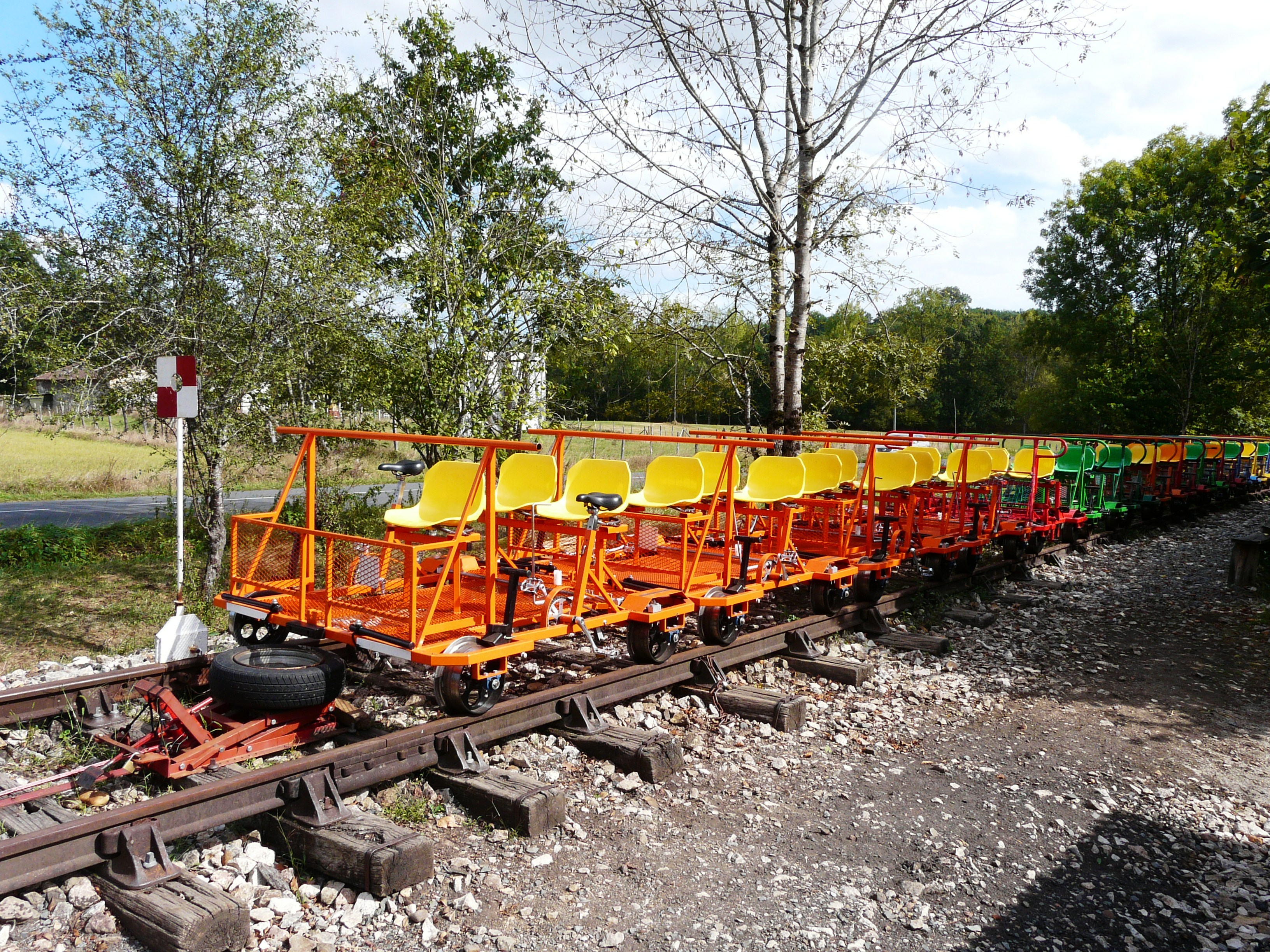
Le vélo-rail à Corgnac-sur-l'Isle.
Le viaduc de Saint-Germain-des-Prés franchissant le Ravillou.
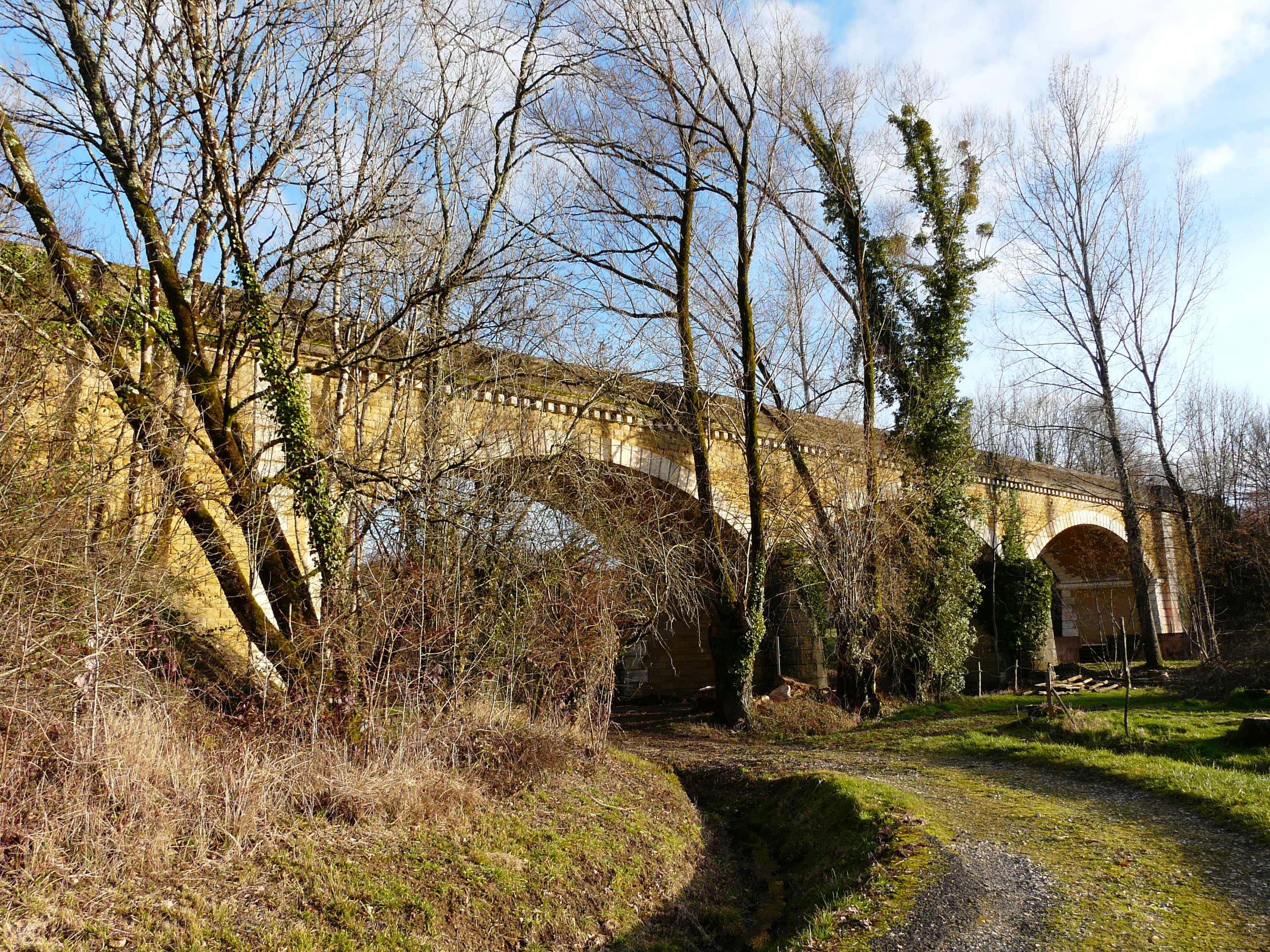
Le pont d'Excideuil sur la Loue.
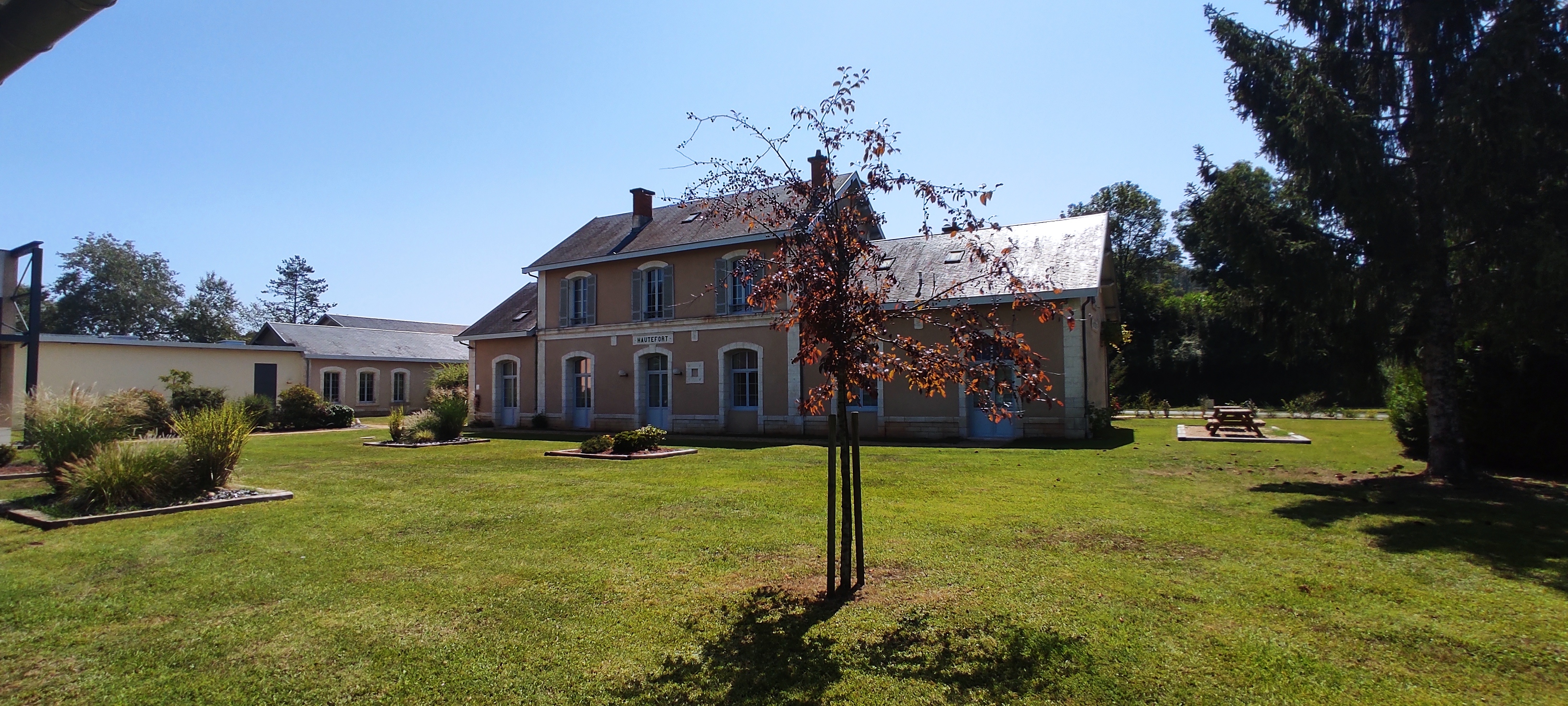
La gare de Hautefort.